# Eriopyga rhodotrichia
Eriopyga rhodotrichia là một loài bướm đêm trong họ Noctuidae.